# クリスティーナ・カポトンディ
クリスティーナ・カポトンディ（Cristiana Capotondi、1980年9月13日 - ）は、イタリアの女優。
クリスティアーナとも表記される。

## 来歴
イタリアの首都ローマ出身でイタリア系ユダヤ人。
ローマ・ラ・サピエンツァ大学で学びコミュニケーション科学の学士号を取得。
第68回ヴェネツィア国際映画祭のコントロカンポイタリアーノで審査員を務めた。2011年に行われた第94回ジロ・デ・イタリアのマドリーナ（madrina）である。

### キャリア
1993年、テレビシリーズ『Amico mio』に13歳の頃、出演。1996年、ディノ・デ・ラウレンティスがプロデュースしたテレビシリーズ『SPQR』でアントネッロ・ファサッサリの娘役を演じた。並行していくつかのテレビコマーシャルに出演をして、特にアイスクリームのCMで人気を得た。1995年、イタリア映画『Vacanze di Natale 95』で長編映画初出演を果たし、ルーク・ペリーと共演。2000年、テレビ映画『Piovuto dal cielo』でベン・ギャザラ、ステファニア・サンドレッリらと共演した。2004年公開、ネリ・パレンティ(Neri Parenti)監督作品のコメディ映画『Christmas in Love』でモニカ・バルディ役を演じ、2005年度ナストロ・ダルジェント賞助演女優賞にノミネートされた。イタリアで2006年に公開されたファウスト・ブリッツィ(Fausto Brizzi)監督による1980年代の高校を主に舞台とした青春コメディ映画『Notte prima degli esami』(原題：試験の前夜)でメインキャストのクラウディアを演じた。同映画は、イタリア国内で高い興行総収益を示し、2006年から2年連続でDVDの年間総売り上げトップを記録、彼女は2006年度ダヴィッド・ディ・ドナテッロ賞の主演女優賞にノミネートされた。イタリアで2007年に公開された19世紀のイタリア統一運動を時代背景としたロベルト・ファエンツァ監督作品の映画『副王家の一族』にメインキャストとして出演、テレーザ役を演じた。2009年に製作されたオーストリアのクサファー・シュヴァルツェンベルガー(Xaver Schwarzenberger)監督によるイタリア、オーストリア、ドイツ合作テレビミニシリーズ『エリザベート~愛と哀しみの皇妃』(Sissi)でオーストリア＝ハンガリー帝国の皇后エリーザベトを演じた。同映画はドイツ語圏で2009年、イタリアでは2010年にそれぞれ公開された。ファウスト・ブリッツィ監督作品でめくるめく様々な恋愛事情をあからさまに描いた2009年に公開されたイタリアのロマンス映画『恋するローマ 元カレ/元カノ』(Ex)にセシル・カッセル、アレッサンドロ・ガスマンらと共演、ジュリア役を演じた。2010年に公開されたカルロ・マッツァクラーティ(Carlo Mazzacurati)監督によるコメディドラマ映画『ラ・パッショーネ』にフラミニア・スバルバート役で、ステファニア・サンドレッリとともに出演した。イタリアで2011年公開、イヴァン・コトロネオ(Ivan Cotroneo)監督作品で1970年代前半のナポリを舞台としたコメディ映画『バッグにはクリプトナイト』(La kryptonite nella borsa)にメインキャストとしてヴァレリア・ゴリノと共演、同映画でカポトンディはティティナ役を演じ、2012年度ダヴィッド・ディ・ドナテッロ賞助演女優賞にノミネートされた。

## フィルモグラフィ

### 映画
- Vacanze di Natale 95 (1995)
- Un nero per casa (1998)
- Il cielo in una stanza (1999)
- Forse si... forse no (2004)
- Christmas in Love (2004)
- Volevo solo dormirle addosso (2004)
- Notte prima degli esami (2006)
- Scrivilo sui muri (2007)
- 副王家の一族 I Vicere (2007)
- Come vuoi (2007)
- 恋するローマ 元カレ/元カノ Ex (2009)
- ラ・パッショーネ La passione (2010)
- Dalla vita in poi (2010)
- La peggior settimana della mia vita (2011)
- バッグにはクリプトナイト La kryptonite nella borsa (2011)

### テレビ
- Amico mio (1993)
- Italian Restaurant (1994)
- Anni '50 (1998)
- Anni '60 (1999)
- Piovuto dal cielo (2000) テレビ映画
- Compagni di scuola (2001)
- Angelo il custode (2001)
- ヤング・カサノバ Il giovane Casanova (2002) テレビ映画
- La casa dell'angelo (2002) テレビ映画
- Orgoglio (2004)
- Orgoglio capitolo secondo (2005)
- Orgoglio capitolo terzo (2006)
- Joe Petrosino (2006)
- Rebecca (2008)
- エリザベート~愛と哀しみの皇妃 Sissi (2009)  テレビミニシリーズ
- 潜入 最も危険なテロリスト L'infiltre (2011) テレビ映画
- L'olimpiade nascosta (2012)
- 魔術師マーリンの冒険 Merlin - L'enchanteur désenchanté (2012) テレビ映画